# TGIS
TGIS(Train General Information System)는 전동차의 상태를 감시하여 이를 승무원에게 전달하는 열차 정보 현시장치이다. 1993년에 일본 도시바가 개발하여 한국철도공사의 모든 전동차 및 서울교통공사의 전동차 중 1호선과 4호선 전동차 시스템에 탑재되어 있다.

## 시스템 구성
기본적으로 각 선두차에 설치된 중앙컴퓨터 및 현시장치와 각 차량에 설치된 단말컴퓨터로 구성되어 있으며 각 시스템은 링 네트워크 형태로 구성되어 있다. 각 컴퓨터간의 통신속도는 1Kbps정도이다.

## 주요 기능

### 차량 운행정보 현시
- 운행중 각 차량의 전기기기 상태(팬터그래프, 차단기, VVVF, 보조전원장치, 공기압축기, 제동장치)를 실시간으로 감시하여 이를 승무원실의 모니터에 현시하며 고장시 고장여부와 고장시 조치요령을 승무원에게 현시하며 이를 검수용 메모리장치에 기록한다.
- 운행중 각 차량의 서비스기기 상태(출입문, 실내 형광등, 냉난방장치, 방송장치, 안내장치 등)를 실시간으로 감시하여 이를 승무원실의 모니터에 현시하며 고장시 고장여부를 현시하고 이를 검수용 메모리 장치에 기록한다.
- 객실 안내용 LED스크린 장치에 자막을 전송한다.

### 검수지원 기능
- 운행전 각종 기기의 상태(주 제어기기, 제동장치, 서비스기기 등)를 자동으로 체크하여 이를 현시하고 검수용 메모리장치에 기록한다.
- 운행중 속도,주행거리등을 자동으로 검수용 메모리장치에 기록한다.

## TGIS의 개량
TGIS의 개발 이후 우진산전에서 이 시스템의 사후 관리를 전담하였는데, 이후 한국철도공사 차량에 장비된 TGIS는 상당수 개량을 계속 거듭하고 있다. 그 내역은 아래와 같다.
- 시스템간의 통신속도를 2Mbps로 높였다.
- 서비스기기의 제어기능(냉난방장치,자동안내방송,출입문 제어,행선표시기 등)을 추가하였다. 이로써 운전실 내의 불필요한 기기를 다수 제거하게 되었다.
- 한국철도공사 341000호대 전동차(4호선용) 및 한국철도공사 351000호대 전동차(수인·분당선용)는 초창기에 도입 당시 흑백 모니터를 사용하였으나, 이를 컬러 모니터로 교체하였다.
- 한국철도공사 311000호대 전동차에는 급행열차 운용 등으로 인하여 정차역 통보장치 기능을 추가하였다.

## 채용 사례
TGIS는 현재 아래와 같은 차량에 채용되었다.
- 한국철도공사 311000호대 전동차(수도권 전철 1호선용)
- 한국철도공사 321000호대 전동차/한국철도공사 331000호대 전동차(경의·중앙선용)
- 한국철도공사 341000호대 전동차(수도권 전철 4호선용)
- 한국철도공사 351000호대 전동차(수인·분당선용)
- 한국철도공사 361000호대 전동차(경춘선용)
- 한국철도공사 371000호대 전동차(경강선용)
- 한국철도공사 381000호대 전동차(동해선 광역전철용)
- 한국철도공사 391000호대 전동차(서해선 광역전철용)

아래의 전동차에 설치된 TGIS는 제작사가 다르며, 기능개량을 거치지 않았다.
- 한국철도공사 3000호대 전동차
- 서울교통공사 4000호대 VVVF 전동차
- 서울교통공사 1000호대 VVVF 전동차

## 같이 보기
- TCMS: TGIS를 개량한 형태